# Saropogon mohawki
Saropogon mohawki là một loài ruồi trong họ Asilidae. Saropogon mohawki được Wilcox miêu tả năm 1966. Loài này phân bố ở vùng Tân Bắc giới.